# Théodore Bachelet
Jean Louis Théodore Bachelet (* 15. Januar 1820 in Pissy-Pôville, Département Seine-Maritime; † 26. September 1879 in Rouen) war ein französischer Historiker.

## Leben und Wirken
Bachelet absolvierte seine Schulzeit an den Gymnasien von Rouen und Versailles. Bereits dort begann er mit ersten literarischen Versuchen: sein Debüt war 1837 die Veröffentlichung seiner Anthologie „Psaumes et cantiques en faux bourdon“.
Ab 1840 wirkte Bachelet an der École normale supérieure als Dozent und später berief man ihn als Professor der Geschichte an das Collège de Le Havre. In den folgenden Jahren führte die Karriere Bachelet nacheinander an die Schulen von Chartres, Saint-Quentin, Clermont-Ferrand und Coutances.
Den Höhepunkt seiner Karriere erreichte Bachelet mit seiner Ernennung zum Professor am Gymnasium von Rouen und parallel dazu lehrte er noch an der Vorbereitungsanstalt für den höheren Unterricht. Als solcher betreute er als Leiter auch die Stadtbibliothek.

## Ehrungen
- Die École élémentaire Bachelet in Saint-Ouen (Seine-Saint-Denis) und die École Théodore Bachelet in Rouen wurden ihm zu Ehren benannt.

## Werke (Auswahl)
als Autor
- Cours d'histoire. 1868/75 (3 Bde.)
- Cours d'histoire de France. 1871/74 (3 Bde.)
- Les Français en Italie au XVI. siécle.
- Les hommes illustres de France. 1867
- La guerre de cent ans. 1852
- Mahomet et les Arabes.
- Psaumes et cantiques en faux bourdon. 1837
- Les rois catholiques d'Espagne. 1853
- Sur la formation de la nationalité francaise. 1859
- Sur la méthode historique. 1850

als Herausgeber
- Dictionnaire de biographie et d'histoire. 9. Auflage. 1883 (2 Bde., zusammen mit Charles Louis Dezobry).
- Dictionnaire général des lettres, des beaux arts et des sciences morales et politiques. 4. Auflage. 1875 (2 Bde., zusammen mit Charles Louis Dezobry).